# 1127
El 1127 (MCXXVII) fou un any comú començat en dissabte del calendari julià.

## Esdeveniments
- Tractat internacional entre Ramon Berenguer III i Roger, duc de la Pulla i comte de Sicília.
- Constantinoble esdevé la ciutat més gran del món.

## Necrològiques
- 7 de febrer: Klein-Wien, Àustria: Ava de Melk o Ava de Göttweig (n. ca. 1060), primera poeta coneguda en llengua alemanya.[1]
- Ak Sunkur al-Bursuki, atabeg de Mossul.